# Адміністративний устрій Бойківського району
Адміністративний устрій Бойківського району — адміністративно-територіальний поділ Бойківського району Донецької області на 1 селищну та 8 сільських рад, які об'єднують 42 населені пункти та підпорядковані Бойківській районній раді. Адміністративний центр — смт Бойківське.

## Список радБойківського району
| № | Назва                                | Центр                   | Населені пункти | Площа км² | Місце за площею | Населення (2001), чол. | Місце за населенням |
| - | ------------------------------------ | ----------------------- | --- | --------- | --------------- | ---------------------- | ------------------- |
| 1 | Бойківська селищна рада              | смт Бойківське          | смт Бойківське с. Зернове                                                                                            |           |                 |                        |                     |
| 2 | Коньковська сільська рада            | с. Конькове             | с. Конькове с. Іванівка с. Калініне с. Октябрське с. Самсонове                                                       |           |                 |                        |                     |
| 3 | Кузнецово-Михайлівська сільська рада | с. Кузнецово-Михайлівка | с. Кузнецово-Михайлівка с. Котляревське                                                                              |           |                 |                        |                     |
| 4 | Луківська сільська рада              | с. Лукове               | с. Лукове с. Григорівка с. Запорожець с. Каплани с. Миколаївка с. Петрівське с. Тавричеське с. Шевченко              |           |                 |                        |                     |
| 5 | Михайлівська сільська рада           | с. Михайлівка           | с. Михайлівка с. Греково-Олександрівка с. Зелений Гай с. Зорі с. Новоолександрівка с. Радянське с. Садки с. Тернівка |           |                 |                        |                     |
| 6 | Мічурінська сільська рада            | с. Мічуріне             | с. Мічуріне с. Богданівка с. Вершинівка с. Красний Октябр с. Нова Мар'ївка с. Октябрське с. Первомайське с. Розівка  |           |                 |                        |                     |
| 7 | Первомайська сільська рада           | с. Первомайське         | с. Первомайське с. Воля с. Черевківське                                                                              |           |                 |                        |                     |
| 8 | Свободненська сільська рада          | с. Свободне             | с. Свободне с. Дерсове с. Чумак                                                                                      |           |                 |                        |                     |
| 9 | Староласпинська сільська рада        | с. Староласпа           | с. Староласпа с. Біла Кам'янка с. Новоласпа                                                                          |           |                 |                        |                     |